# Martina Fernández Vila
Martina Fernández Vila   (Ordis, 1 d'octubre de 2004) és una futbolista catalana que juga en la posició de defensa i des de 2022 juga al FC Barcelona; encara que actualment està cedida fins a final de temporada a l'Everton F.C.

## Trajectòria
Fernández és una de les primeres futbolistes que formen part de la secció femenina de la Masia, un projecte que es va inaugurar, amb nou jugadores internes en dinàmica del Barça B. Un èxit del projecte formatiu del club blaugrana, que ha pogut comptar amb la participació de l'empordanesa a la lliga, amb esperances que la progressió sigui positiva i guanyi en continuïtat en el temps. Des del 2020 fins ara milita al FC Barcelona B, en dinàmica del primer equip des de 2022.
Va debutar amb el primer equip del Barça el 2 de febrer del 2022, en una victòria davant el Llevant (1-4), en el minut 73. Quan Fernández va entrar en el camp, amb disset anys i quatre mesos, es va convertir en la sisena jugadora més jove de la història del Barça a debutar amb la primera plantilla. Va ser la segona jugadora que va debutar amb Jonatan Giráldez després d'Ona Baradad.
El 13 de desembre va debutar a la Lliga de Campions Femenina de la UEFA entrant al minut 66 en substitució d'Ingrid Engen. Va tancar el marcador amb el 0-6 davant l'Rosengård rematant un córner al temps afegit.

## Selecció espanyola
Fernández va guanyar el títol europeu sub-19 de 2022 amb la Selecció espanyola contra Noruega (2-1), en un enfrontament que es va resoldre en temps afegit amb un gol de les espanyoles.
Va conquistar el seu cinquè títol europeu de la categoria sub-19 el 30 de juliol de 2023 en el Stade Den Dreef (Leuven, Bèlgica). La selecció dirigida per Sonia Bermúdez es va imposar en la final a Alemanya, entrenada per Kathrin Peter. Va guanyar en els penals (3-2), després de concloure la pròrroga amb igualada sense gols. Martina va jugar els 120 minuts.
El 30 de novembre de 2023 va fer el seu debut amb la selecció sub-23 en un amistòs contra Suècia (4-1), disputant el partit sencer.

## Palmarès
- Ascens a Primera de la lliga Iberdrola amb el FC Barcelona B 2021-2022.[11]
- Copa de la Reina amb el FC Barcelona 2021-2022.
- Campiona de lliga de campions Femenina amb el FC Barcelona 2022-2023.[11]
- Primera divisió femenina amb el FC Barcelona 2022-2023.[12]
- Primera Federació femenina amb l'FC Barcelona B 2023-2024.[11]

### Palmarès Internacional
- Copa Femenina de la UEFA sub-19 2021/2022[13]
- Copa Femenina de la UEFA sub-19 2022/2023[11]